# Leah Galton
Leah Galton (* 24. Mai 1994 in Harrogate) ist eine englische Fußballspielerin.

## Karriere

### Vereine
Galton begann in Knaresborough in der Gemeinde von Harrogate beim ortsansässigen Knaresborough Celtic mit dem Fußballspielen und setzte es bei Harrogate Railway und der Jugendabteilung von Leeds United LFC fort, bevor sie – über die erste Mannschaft von Leeds United – als Studentin der Hofstra University in den Vereinigten Staaten für deren College-Team, den Hofstra Pride, aktiv wurde.
Über das College-Auswahlverfahren im Jahr 2016 erhielt sie die Zusage für den Sky Blue FC in der National Women’s Soccer League, der höchsten Spielklasse im US-amerikanischen Frauenfußball, zu spielen. In ihrer Premierensaison bestritt sie 14 Punktspiele und erzielte drei Tore, wobei sie am 21. Mai (6. Spieltag) beim 5:2-Sieg im Auswärtsspiel gegen Western New York Flash mit Einwechslung für Natasha Kai zur zweiten Halbzeit debütierte. Ihr erstes Tor als Mittelfeldspielerin gelang ihr am 29. Mai (7. Spieltag) beim 1:1-Unentschieden im Auswärtsspiel gegen Chicago Red Stars mit dem Treffer zum Endstand in der 69. Minute. In der abgelaufenen Folgespielzeit 2017 wurde sie in 16 Punktspielen eingesetzt, in denen sie zwei Tore erzielte.
In der Winterpause der Saison 2017/18 wurde sie vom Bundesligisten FC Bayern München verpflichtet, der sie mit einem bis zum 30. Juni 2019 gültigen Vertrag ausstattete. Ihr Debüt gab sie am 18. Februar 2018 (12. Spieltag) beim 2:1-Sieg im Heimspiel gegen die SGS Essen von Beginn an, bevor sie für Nicole Rolser in der 62. Minute ausgewechselt wurde. Bereits im März 2018 verließ sie den Verein jedoch, um eine Pause vom Fußball einzulegen.
Zur Saison 2018/19 wurde sie vom Zweitligisten Manchester United WFC verpflichtet, mit dem sie zur Saison 2019/20 in die FA Women’s Super League aufgestiegen ist.

### Nationalmannschaft
Nachdem Galton für die U-15-Nationalmannschaft zum Einsatz gekommen war, debütierte sie am 12. Oktober 2009 für die U17-Nationalmannschaft im Länderspiel gegen die belarussische Auswahl. Mit der U17-Nationalmannschaft nahm sie an der 1. und 2. Qualifikationsrunde für die vom 28. bis 31. Juli 2011 in der Schweiz ausgetragenen Europameisterschaft teil und kam vom 3. Oktober 2010 bis 14. April 2011 in allen sechs Länderspielen zum Einsatz. Für die U19-Nationalmannschaft bestritt sie am 22. und 24. November 2011 die Begegnungen mit Frankreich und den Niederlanden. Ebenfalls zwei Länderspiele bestritt sie für die U23-Nationalmannschaft am 2. und 4. März 2016 gegen die U20-Nationalmannschaft Deutschlands und der U23-Nationalmannschaft der Vereinigten Staaten im Rahmen des vom 2. bis 6. März in La Manga abgehaltenen Sechs-Nationen-Turniers.